# Tavola di smeraldo

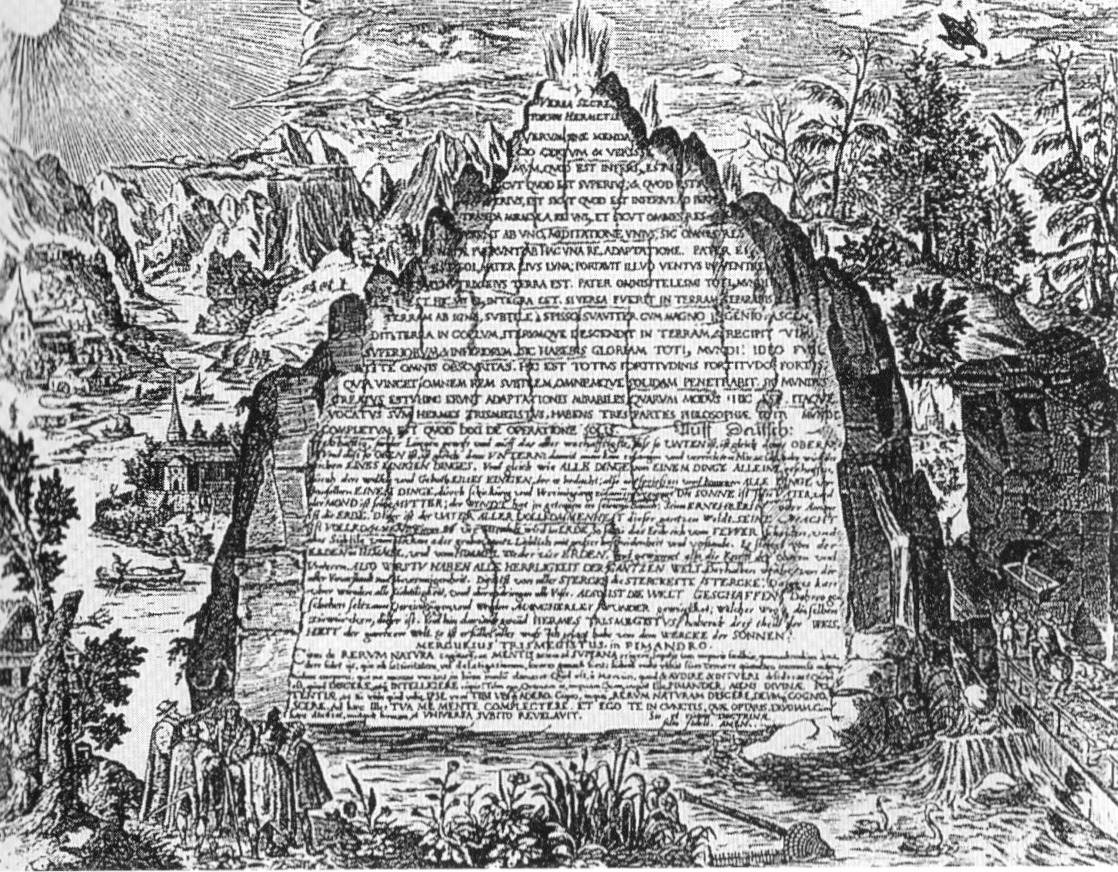
Illustrazione della Tavola di smeraldo dal libro di Heinrich Khunrath Amphitheatrum sapientiae aeternae (1606).

La tavola di smeraldo o smeraldina (in latino tabula smaragdina) è un testo sapienziale che, secondo la leggenda, sarebbe stato ritrovato in Egitto, prima dell'era cristiana.
Il testo era inciso su una lastra di smeraldo ed è stato tradotto dall'arabo al latino nel 1250. Esso rappresenta il documento più celebre degli scritti ermetici ed è attribuito allo stesso Ermete Trismegisto, dagli egizi riconosciuto nel dio Thot. Esso apparve per la prima volta in versione stampata nel De Alchemia di Johannes Petreius (1541).
La tradizione vuole che Ermete avesse inciso le parole della Tavola su una lastra verde di smeraldo con la punta di un diamante, e che Sara, moglie di Abramo, l'avesse in seguito rinvenuta all'interno della sua tomba (altre versioni indicano come scopritore Apollonio di Tiana o Alessandro il Grande).

## Il testo
quod est inferius, est sicut quod est superius, 
et quod est superius, est sicut quod est inferius: 
ad perpetranda miracula rei unius. 
Et sicut omnes res fuerunt ab uno, mediatione unius; 
sic omnes res natae fuerunt ab hac una re, adaptatione. 
Pater eius est sol, mater eius luna; 
portavit illud ventus in ventre suo: nutrix eius terra est. 
Pater omnis telesmi totius mundi est hic.
Vis eius integra est, si versa fuerit in terram.
Separabis terram ab igne, 
subtile a spisso, suaviter cum magno ingenio. 
Ascendit a terra in coelum, iterumque descendit in terram, 
et recipit vim superiorum et inferiorum. 
Sic habebis gloriam totius mundi. 
Ideo fugiat a te omnis obscuritas. 
Hic est totius fortitudinis fortitudo fortis; 
quia vincet omnem rem subtilem, omnemque solidam penetrabit. 
Sic mundus creatus est. 
Hinc erunt adaptationes mirabiles, quarum modus hic est. 
Itaque vocatus sum Hermes Trismegistus, 
habens tres partes philosophiæ totius mundi. 
Completum est quod dixi de operatione solis.»
Traduzione:
che ciò che è in basso è come ciò che è in alto
e ciò che è in alto è come ciò che è in basso
per fare il miracolo della cosa unica.
E poiché tutte le cose sono e provengono da una sola,
per la mediazione di una,
così tutte le cose sono nate da questa cosa unica
mediante adattamento.
Il Sole è suo padre, la Luna è sua madre,
il Vento l'ha portata nel suo grembo,
la Terra è la sua nutrice.
Il padre di tutto, il fine di tutto il mondo è qui.
La sua forza o potenza è intera se essa è convertita in terra.
Separerai la Terra dal Fuoco, il sottile dallo spesso
dolcemente e con grande ingegno.
Sale dalla Terra al Cielo e nuovamente discende in Terra
e riceve la forza delle cose superiori e inferiori.
Con questo mezzo avrai la gloria di tutto il mondo
e per mezzo di ciò l'oscurità fuggirà da te.
Questa è la forte fortezza di ogni forza:
perché vincerà ogni cosa sottile e penetrerà ogni cosa solida.
Così è stato creato il mondo.
Da ciò deriveranno meravigliosi adattamenti,
il cui metodo è qui.
È perciò che sono stato chiamato Ermete Trismegisto,
avendo le tre parti della filosofia di tutto il mondo.
Completo è quello che ho detto dell'operazione del Sole.»

## Autori che hanno commentato la Tavola di smeraldo

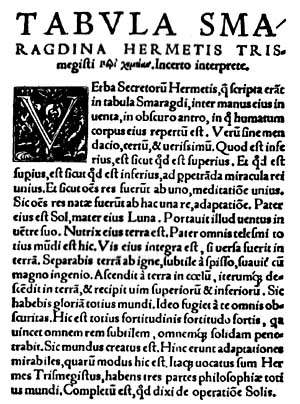
La Tavola di smeraldo, versione latina dal De Alchimia, pubblicato a Norimberga nel 1541.

La tavola di smeraldo fu tradotta per la prima volta in latino nel XII secolo da Ugo di Santalla. Il testo si trova anche in un'edizione del XIII secolo del Secretum Secretorum (noto anche come Kitab Sirr al-Asrar). Già durante il Rinascimento la tavola fu oggetto di studio e traduzione da parte del filosofo umanista Marsilio Ficino.
A partire dai primi del Novecento alcuni studiosi italiani di ermetismo filosofico hanno dato nuovo impulso, su alcune riviste del settore, ad articolati commenti sulle proposizioni della tavola smeraldina sotto il profilo ermetico-alchemico. Fra questi Luciano Jesboama Galleani (conte Luciano Galleani, Prefetto del Regno) sulla rivista Commentarium nel 1910, e Hahajah (Mario Parascandolo) sulla rivista Ibis nel 1950.
Titus Burckhardt (1908-1984) la cita nel suo libro Alchimia, significato e visione del mondo.
Lo scrittore tedesco Thorwald Dethlefsen (1946-2010) dedica alla «Tabula Smaragdina» un capitolo del suo libro Schicksal als Chance, pubblicato in italiano col titolo Il destino come scelta.
La Tavola di smeraldo è interpretata come un testo che profetizza le scoperte della scienza moderna nel saggio Finis Gloriæ Mundi, pubblicato nel 1999 con lo pseudonimo di Fulcanelli, già utilizzato per indicare l'autore (o gli autori) de Il mistero delle cattedrali e Le dimore filosofali.

## Nella cultura di massa
La frase "Sic mundus creatus est" ed in generale la tavola di smeraldo sono al centro della trama della serie Netflix Dark.